# Janis Ritsos
Janis Ritsos, řecky Γιάννης Ρίτσος (1. května 1909, Monemvasia – 11. listopadu 1990, Athény) byl řecký básník a dramatik, komunistický aktivista a odbojář za druhé světové války. Jeden z největších moderních řeckých básníků, pokračovatel starověké tragédie a řecké lidové poezie. Jeho dílo upoutává pravdivostí, lyrikou, muzikálností, humanismem. Byl přesvědčeným marxistou a tyto ideje hluboce ovlivnily jeho poezii a způsob života. Přestože byl režimem po několik let pronásledován a vězněn, zanechal po sobě rozsáhlé dílo. Vydal přes sto sbírek poezie a básnických skladeb, napsal čtyři divadelní hry a řadu prozaických děl. K nejoceňovanějším sbírkám patří Sonáta měsíčního svitu (He sonata tou selenophotos), Epitaf a Řectví (Romiosini). Mnohé básně byly zhudebněny Mikisem Theodorakisem. Přeložil do řečtiny básně Nazima Hikmeta, Vladimíra Majakovského, Alexandra Bloka a dalších.
Francouzský básník Louis Aragon ho označil za "největšího básníka našich časů". V anketě Velcí Řekové (Megali Ellines), kterou roku 2009 pořádala řecká Skai TV, a která hledala největší osobnosti řecké historie (počítaje v to dějiny starověkého Řecka) skončil na 40. místě.

## Život a dílo
Narodil se v malém městečku Monemvasia na jihu Peloponesu do zámožné rodiny vlastníků půdy, která však byla zatížena dědičnými chorobami. Byl posledním ze čtyř dětí, měl bratra a dvě sestry. V roce 1921 mu zemřel starší bratr na tuberkulózu a krátce na to i matka. Otec, karbaník a sukničkář, zkrachoval a roku 1932 byl umístěn do sanatoria pro psychicky narušené. Duševní choroba se projevila také u sestry, která byla do stejného zařízení umístěna v roce 1937.

Rostisův dům s pamětní deskou a bustou v Monemvasii

Ritsos své první básně napsal už v dětských letech. Byly publikovány v časopise Dětská diaplazie (Diaplasis ton Paidon) v roce 1924 pod pseudonymem Ideální Vize (Ιδανικό Όραμα). Po maturitě na gymnáziu odešel společně se sestrou Lulu do Atén. Chtěl studovat tanec a malířství, ale aby získal peníze na obživu, musel pracovat jako písař v advokátní kanceláři. V roce 1927 dostal tuberkulózu a několikrát se léčil v různých sanatoriích, kde se koncem dvacátých let zapojil do marxistického hnutí. Po uzdravení se roku 1931 vrátil do Athén, pracoval jako herec, psal básně, pokoušel se o divadelní hry a stal se tanečníkem v divadle.  Své verše poprvé uveřejnil v literární příloze k encyklopedii Μεγάλη Ελληνική Εγκυκλοπαίδεια (Velká řecká encyklopedie) a na stránkách levicových časopisů. V roce 1934 vstoupil do komunistické strany Řecka (KKE) a také spolupracoval s časopisem Rizospastis–Ριζοσπάστης (Radikál), pod pseudonymem G. Sostir (anagram jeho jména). Své smýšlení vyjádřil ve svých básnických sbírkách Traktory (Τρακτέρ, 1934) a Pyramidy (Πυραμίδες, 1936), ve které se objevují předtuchy hrozící války. V květnu 1936 ho krvavé potlačení demonstrace stávkujících tabákových dělníků v Soluni inspirovalo k básni Žalozpěv (Epitaf–Επιτάφιος). Nářek matky nad tělem zabitého syna se změnil v sociální protest. Báseň je nejen výrazem smutku nad obětí, ale i oslavou hrdinství – matka zaujme místo padlého bojovníka. Tato báseň vyvolala velký dojem, vyznačuje se pravou lyrikou, tradičním veršem a silnou revoluční náladou. Diktátorská vláda generála Metaxase nechala kopie básně spolu s dalšími revolučními knihami veřejně spálit v srpnu 1936 na náměstí v Aténách.
Léta 1937 až 1943 jsou obdobím lyrické poezie. Inspiraci čerpal ze soudobé francouzské poezie (Aragon, Éluard) a psal většinou volným veršem. Po básni Píseň mé sestry (Το τραγούδι της αδερφής μου, 1937), kterou reagoval na její onemocnění se v další tvorbě objevují motivy lásky, vzpomínek na rodný kraj. Koncem roku 1937 byl přijat za člena Společnosti řeckých spisovatelů. Během okupace se Ritsos aktivně účastnil řeckého národního odporu v rámci Fronty národního osvobození (E.A.M.) , přestože byl často upoután na lůžko kvůli recidivě tuberkulózy. Postupně se v jeho básních objevují symbolické odkazy na ponurou okupační realitu druhé světové války. V té době uveřejnil sbírky Stará mazurka v rytmu deště (Παλιά μαζούρκα σε ρυθμό βροχής, 1943) a Zkouška (Δοκιμασία, 1943). Básně té doby později soustředil ve sbírce Nespavost (Αγρύπνια, 1954). V letech 1945–1947 pracoval Ritsos na lyrickém dramatu Válka (Πόλεμος) a na poémě Řectví (Romiosini–Ρωμιοσύνη). V těchto skladbách oslavoval hrdinství národa a všechny boje za svobodu od středověku až po 20. století. 
Během občanské války byl v letech 1948–1952 vězněn v táborech na ostrovech Lémnos, Makronisosu a Ajos Efstratios. Básně z tohoto období spojuje tematický význam a čerstvá historická zkušenost boje a exilu. Mezi básněmi napsanými v táboře na Ajos Efstratios se nachází také Dopis Joliotu–Curiemu (Γράμμα στο Ζολιό Κιουρί) z roku 1950, jejíž francouzský překlad učinil básníka známým i v zahraničí. Po svém propuštění působil v řadách spojené demokratické levice (EDA), protože činnost KKE byla v Řecku zakázána.  
V roce 1954 se Ritsos oženil s lékařkou Garyfalií Georgiadisovou, zvanou Falitsa. Roky, které následují, jsou oddechem míru a klidu v domácím prostředí. Radost z narození dcery Eri (Eleftheria Ritsou) vyjádřil v básni Jitřenka (1955). Jeho poezie se dostává na vrchol, za báseň Sonáta měsíčního svitu (Σονάτα του σεληνόφωτος,1956) mu byla udělena první státní cena za poezii. Získal si uznání i v cizině, v roce 1956 byl pozván do Sovětského svazu. Některé sloky básně Epitaf v roce 1960 zhudebnil a zpopularizoval Mikis Theodorakis, stejně jako Romiosini v roce 1966. Kromě básnických sbírek v této době vznikly divadelní hry Za stínem cypřišů (Πέρα απ’ τον ίσκιο των κυπαρισσιών,1958) a Žena na břehu moře(Μια γυναίκα πλάι στη θάλασσα, 1958). Ve sbírce Čtvrtá dimenze (Τέταρτη διάσταση) shromáždil rozsáhlé básně čerpající z antické mytologie, které vznikaly průběžně v letech 1965–1975. Ritsosovy básně s mytologickými prvky jsou úzce spojeny s jeho osobními zážitky ovlivněnými nemocí, ztrátou blízkých, vyhoštěním, vězněním a také s událostmi, jež zasáhly celý národ. Využívá mýtus, aby se vyjádřil k současné situaci. Znalost historie je pro něho podmínkou pro pochopení identity současného Řeka.
Jako levicový básník často navštěvoval země tehdejšího lidově demokratického tábora, mezi nimi i Československo. K pobytu v Československu (1960 a 1962) se váže jeho sbírka Chromatické detaily (Χρωματικές λεπτομέρειες), jejíž český překlad vyšel pod titulem Proměny nože roku 1962 s básní Poslední z Lidic nebo poémy Ostrava (Οστράβα, 1962) a Bratislava je láska (Μπρατισλάβα είναι αγάπη, 1963).  Roku 1967 připravil rozsáhlou antologii české a slovenské poezie v řeckém překladu, kniha však šla do stoupy ještě před vydáním, poté co se v Řecku chopila moci vojenská junta. 
Po převratu v roce 1967 byl Ritsos zatčen a internován nejprve na ostrově Giaros (Jaros), odkud byl převezen na Leros. Byla mu zakázána jakákoliv publikační činnost. Pod tíhou mezinárodních protestů, ale také kvůli jeho vážné nemoci, byla junta nucena přemístit ho z exilu do domácího vězení na ostrov Samos. Následující sedmileté období patří k nejproduktivnějším. V těch letech vznikly cykly Skály, Opakování, Mříže (Πέτρες Επαναλήψεις Κιγκλίδωμα, 1972), Gesta (Χειρονομίες, 1972) nebo Chodba a schodiště (Διάδρομος και σκάλα,1973). Básně psané na cigaretový papír byly tajně dopraveny za hranice a vydány v Paříži ve dvojjazyčné verzi pod záštitou Louise Aragona. Koncem roku 1970 musel být hospitalizován kvůli nemoci, jeho domácí vězení bylo zrušeno. Roku 1973 vyšel cyklus Osmnáct básní trpné vlasti (Δεκαοχτώ λιανοτράγουδα της πικρής πατρίδας) složený v patnáctislabičných dvojverších připomínajících lidovou poezii, které zhudebnil M. Theodorakis. Jeho verše jsou odrazem politicko- společenských poměrů a vyjadřují zklamání nad vývojem ve vlastní zemi i výsledkem krize v zemích východní Evropy v souvislosti s invazí do Československa.
Po pádu diktatury Ritsos získal řadu vyznamenání v Řecku i v zahraničí: roku 1975 obdržel čestný doktorát Aristotelovy univerzity v Soluni a byl navržen na Nobelovu cenu, v roce 1977 mu byla udělena Mezinárodní Leninova cena míru, v roce 1984 mu udělila čestný doktorát univerzita v Lipsku, atd. Ritsos zůstal oddaný věci socialismu a linií komunistické strany až do konce života. Sedmdesátá léta jsou charakteristická novými expresivními způsoby tvorby. Napsal i prozaické dílo Ikonostas bezejmenných světců (Εικονοστάσιο Ανωνύμων Αγίων, 1983-1986), fúzi individuálních a společenských zkušeností, ale i erotických fantazií.
Janis Ritsos zemřel 11. listopadu 1990 v Aténách. Byl pohřben v rodném městě Monemvasia. Zanechal po sobě asi padesát nepublikovaných sbírek básní. Některé z nich byly vydány bezprostředně po jeho smrti pod názvem Pozdě, velmi pozdě, uprostřed noci (Αργά, πολύ αργά, μέσα στη νύχτα, 1991).     

## Bibliografie

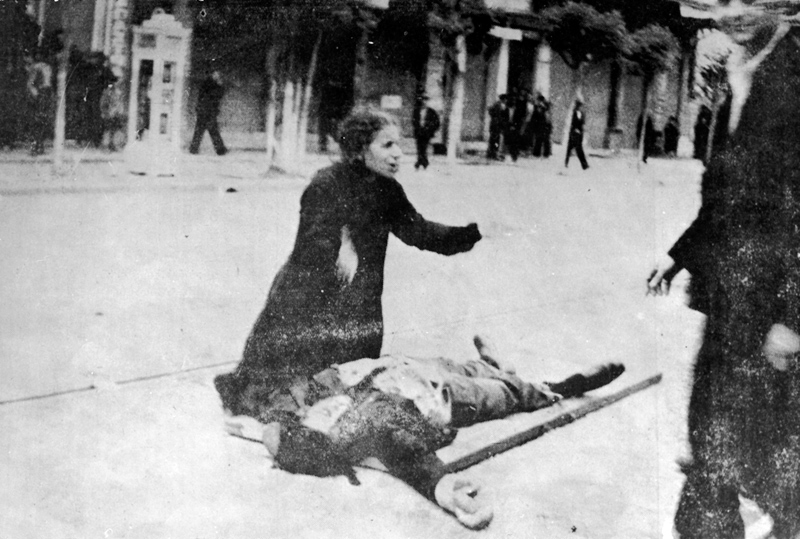
Plačící matka. Historická fotografie z 10. května 1936 z událostí v Soluni, která inspirovala Ritsose k napsání básně Epitaf

#### Ocenění
- První státní cena za poezii Sonáta měsíčního svitu (1956)
- Velká mezinárodní cena za poezii (Belgie, 1972)
- Mezinárodní cena Georgi Dimitrova (Bulharsko, 1975)
- Velká cena za poezii Alfreda de Vigny (Francie, 1975)
- Mezinárodní cena za poezii Etna–Taormina (Itálie, 1976)
- Mezinárodní Leninova cena míru (SSSR, 1977)